# Chambon-sur-Dolore
Chambon-sur-Dolore är en kommun i departementet Puy-de-Dôme i regionen Auvergne-Rhône-Alpes i centrala Frankrike. Kommunen ligger i kantonen Saint-Germain-l'Herm som tillhör arrondissementet Ambert. År 2022 hade Chambon-sur-Dolore 143 invånare.

## Befolkningsutveckling
Antalet invånare i kommunen Chambon-sur-Dolore
| Referens: INSEE |